# Веткавски рејон
Веткавски рејон (блр. Веткаўскі раён; рус. Вертковский район) административна је јединица другог нивоа на крајњем истоку Гомељске области и Републике Белорусије.
Административни центар рејона је град Ветка.

## Географија
Веткавски рејон обухвата територију површине 1.558,62 км² и на 15. је месту по површини у Гомељској области. Граничи се са Чачерским рејоном на северу, Буда-Кашаљовским рејоном на западу, Гомељским рејоном на југозападу и са Добрушким рејоном на југоистоку. На западу је Брјанска област Руске Федерације.
Рељеф је низијски, са надморским висинама углавном између 120 и 150 метара (максимална висина 188,9 м). Најважнији водотоци су реке Сож и Бесед.
Клима је умереноконтинентална са просечним јануарским температурама ваздуха од -7 °C и јулским од 18,6 °C. Просечна годишња сума падавина је 580 мм, а вегетациони период траје 193 дана.
Под шумама је око 35% површина, а нешто мање од 8% заузимају мочварна земљишта. Под ораницама је око 33.000 хектара.

## Историја
Рејон је основан 8. децембра 1926. године.

## Демографија
Према резултатима пописа из 2009. на том подручју стално је било насељено 18.766 становника или у просеку 12,04 ст/км².
Основу популације чине Белоруси (88,79%), Руси (8,5%), Украјинци (1,33%) и остали (1,18%).
Административно рејон је подељен на подручје града Добруша, који је уједно и административни центар рејона и на још 11 сеоских општина. На целој територији рејона постоје укупно 82 насељена места. Пре нуклеарне хаварије у Чернобиљу 1986. у рејону је постојало 140 насељених места, али је због великих количина радиоактивног загађења чак 58 насеља напуштенбо и пресељено.

## Саобраћај
Саобраћајну инфраструктуру чине магистрални друмски правци Гомељ—Ветка—Свјацилавичи—граница са Русијом, Р124 Ветка—Добруш и Р30 Ветка—Чачерск.